# Odynerus mutilatus
Odynerus mutilatus är en stekelart som beskrevs av Gusenleitner. Odynerus mutilatus ingår i släktet lergetingar, och familjen Eumenidae. Inga underarter finns listade i Catalogue of Life.